# Johannes Groenewegen
Johannes Groenewegen (Zoetermeer, 7 juni 1709 - Werkendam, 12 augustus 1764) was predikant te Aarlanderveen en Werkendam. Hij moet niet verward worden met zijn broer, Jacob Groenewegen, molenbouwer en later diaken, die eveneens te Werkendam actief was.
Hij was de zoon van Dirk Groenewegen en Trijntje Moraal. Het gezin waarin hij opgroeide was remonstrants. Hij trouwde in 1738 met Anna Maria Valk, dochter van een notaris, die echter omstreeks 1745 overleed. Hij hertrouwde in 1749 met Josina Cornelia Barovius, die dochter van een dominee was. Uit de eerste relatie kwamen drie dochters voort, uit de tweede nog een dochter.

## Levensbeschrijving
Op 17-jarige leeftijd verliet hij de Remonstrantse Kerk. Later zou hij verklaren: Ik was door den Doop niet in de ware kerk, maar in een Sociëteit ingelijft, daar Christus niet regt tot het Fondament gelegt word: daar den Afgod van de onafhankelijke wil aangebeede word. Ik leefde daar ook eenige jaren, blind en van God vervreemd in de ijdelheid mynes gemoeds, kennende myn Schepper niet. Enige jaren later besloot hij voor predikant te studeren. In 1735 begon hij te Groningen, waar hij de invloed onderging van Cornelius van Velzen, die weer in de traditie van Gisbertus Voetius stond. Vanaf 1736 studeerde hij te Leiden. In 1737 was hij afgestudeerd. In 1738 werd hij bevestigd als predikant te Aarlanderveen. Hij bekommerde zich zeer Om dat volky dat elendige en arme Volk dat veeltyds by de waereld gehaat en gesmaat word na het herte te spreeken; met dat volk houden wy het want wy weeten dat God met haar is dat het een zaat is dat de Heere gezegent heeft. Ook toen hij in 1739 naar Werkendam en De Werken vertrok, een driemaal grotere Gemeente, verheugde hij zich op zoo veel groter water om te Visschen om menschen te vangen. Hij was nog maar nauwelijks daar, of de plaats kreeg veel te lijden van kruiend ijs, en hij wist eenige montbehoefte van Rotterdam, tot verkwikkinge van de armen te regelen. Vanaf 1746 vonden zogeheten opwekkingen tijdens zijn predikingen plaats. Aldus wierden hunne indrukke, en 't gezigt van hun elende en verlore staat, al levendiger. Ook waren er verscheyde andere, die inwendige kloppinge en beweginge, meer als gewoon onder het prediken gewaar wierde. Dit soort opwekkingen stond niet op zichzelf. Omstreeks deze tijd vonden deze ook in andere delen van Nederland plaats. Groenewegen was overigens een bewonderaar van de 17e-eeuwse piëtist Nicolaus Barentsonius.
Na zijn overlijden in 1764 werd hij herdacht door een onbeschrijffelijk aantal van hoorderen, van alle kanten zaamengevloeid.
Johannes Groenewegen is vooral bekend vanwege zijn oefeningen, een soort preken, die hij min of meer in het geheim ten huize van talrijke bewoners van Werkendam en omgeving hield. Deze preken kenmerkten zich door piëtisme. Aldus legde hij de basis voor het meer rechtzinnige protestantisme in de omgeving van Werkendam, dat leidde tot een grote aanhang bij de Afscheiding van 1834, en de huidige religieuze gezindheid van een groot deel van de bevolking aldaar.

## Publicaties
In 1746 gaf Groenewegen een boekje uit waarin hij zijn uittreden uit de Remonstrantse Kerk toelichtte. 
Groenewegen publiceerde in 1751 zijn De lofzangen Israëls, waaronder de Heere woont; Zijnde eenige geestelijke liederen, onder naam van Jacob Groenewegen. De eerste druk hiervan werd uitgegeven. Verder een Verzaameling predikatien, postuum verschenen, en Kort opstel der godlyke waarheden zo als die in de Hervormde kerk geleerd, gelooft en beleden worden (1755). Dit was opgedragen aan gravin Carolina van Gronsveld, die toen vrouwe van Werkendam was.
Vanwege zijn betekenis is een, in 1970 opgerichte, reformatorische basisschool te Werkendam, de Ds. J. Groenewegenschool, naar hem vernoemd. Op deze school zitten vanouds ook een aantal schipperskinderen.

## Externe bron
- A. Ros, Johannes Groenewegen en zijn De lofzangen Israëls, Documentatieblad Nadere Reformatie, 22 (1998), no. 1 (Voorjaar), p. 43-64. De tekst is te vinden via

- Biografisch Portaal: 70487060
- Digitale Bibliotheek voor de Nederlandse Letteren: groe021
- International Standard Name Identifier: 0000 0003 8905 527X
- Nederlandse Thesaurus van Auteursnamen: 072196084
- Virtual International Authority File: 282410047
- WorldCat: E39PBJpjj7V8RHTmjftbx4MVmd